# Ohmden
Ohmden là một thị xã nằm ở huyện Esslingen, bang Baden-Württemberg thuộc Đức.

## Danh sách thị trưởng
- 1952–1986 Walter Kröner
- 1987–2010 Manfred Merkle
- 2010–2018 Martin Funk
- Từ năm 2018 Barbara Born